# Cocina (habitación)

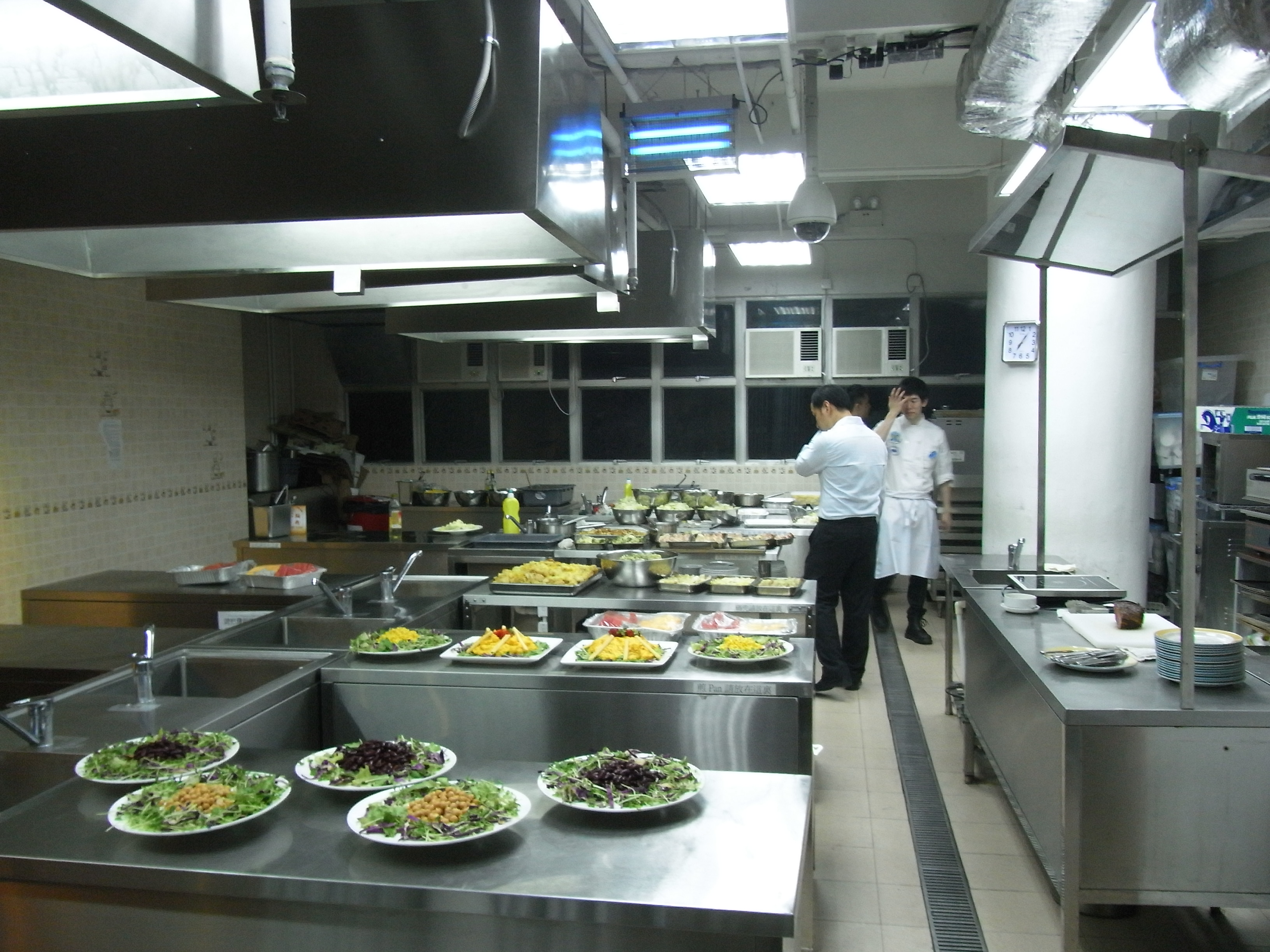
Cocina profesional en un restaurante.

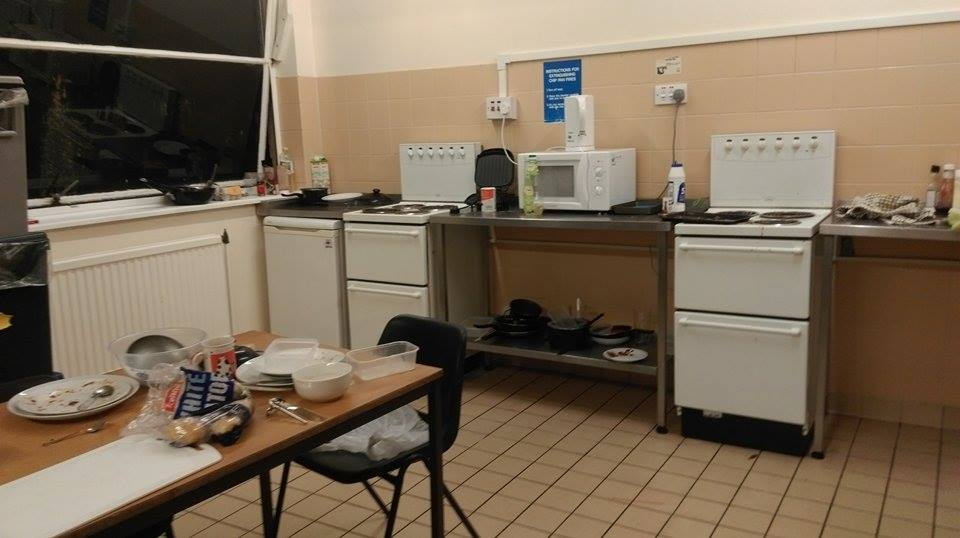
Cocina hogareña.

La cocina es una habitación o parte de una habitación utilizada para cocinar y preparar alimentos en una vivienda o en un establecimiento comercial. Una cocina residencial moderna de clase media suele estar equipada con una estufa, un fregadero con agua corriente fría y caliente, un refrigerador y encimeras y gabinetes de cocina dispuestos de acuerdo con un diseño modular. La RAE la defince como el lugar especialmente equipado y preparado para la preparación de comidas o alimentos. La encimera es la superficie de trabajo en la cocina está hecha normalmente de materiales noble como el mármol, la madera o la pizarra, en la actualidad están también de moda materiales sintéticos de gran resistencia y que facilitan el mantenimiento y la limpieza en la cocina. Además es frecuente que exista un refrigerador, un horno de microondas, una campana extractora y otros aparatos electrodomésticos, como licuadora y batidora que facilitan el trabajo en la cocina. El tamaño de las cocinas varía y depende del tamaño de la vivienda. En casas pequeñas se suele encontrar la cocina-comedor para ahorrar espacio y en casas grandes se acostumbra a colocar dentro la lavadora.
Las cocinas comerciales se encuentran en restaurantes, cafeterías, hoteles, hospitales, instalaciones educativas y laborales, cuarteles del ejército y establecimientos similares. Estas cocinas son generalmente más grandes y están equipadas con equipos más grandes y pesados que una cocina residencial. Por ejemplo, un restaurante grande puede tener un enorme refrigerador y una lavadora de platos comercial grande. En algunos casos, el equipo de cocina comercial, como los fregaderos comerciales, se usa en entornos domésticos, ya que ofrece facilidad de uso para la preparación de alimentos y alta durabilidad. En los países desarrollados, las cocinas comerciales generalmente están sujetas a las leyes de salud pública. Son inspeccionados periódicamente por funcionarios de salud pública y obligados a cerrar si no cumplen con los requisitos de higiene exigidos por la ley.

## Origen de la cocina
Desde que el fuego estuvo disponible, nació la reunión alrededor del hogar común, para calentarse en tiempo frío y para el consumo de alimentos cocinados. Con la complejidad de la preparación alimentaria y las mejoras en los sistemas de calentamiento del hogar, en las mansiones de gente más pudiente, aparece la necesidad de disponer de un espacio distinto para el trabajo de cocinar. Pero la cocina no ocupa solo un ámbito privado, en ciertas sociedades tribales, este espacio queda a la disponibilidad de todos, por la noción de reparto que prevalece en ellas. 
Con la división de los grupos humanos en unidades más pequeñas (célula familiar), la función de la cocina permanece pero se individualiza (la cocina es parte de la casa). Sin embargo hay casos donde, aunque el alojamiento es individual, la función de preparación de los alimentos es comunal. Encontramos por ejemplo cocinas comunales en la Antigua Roma.

## Historia de la cocina

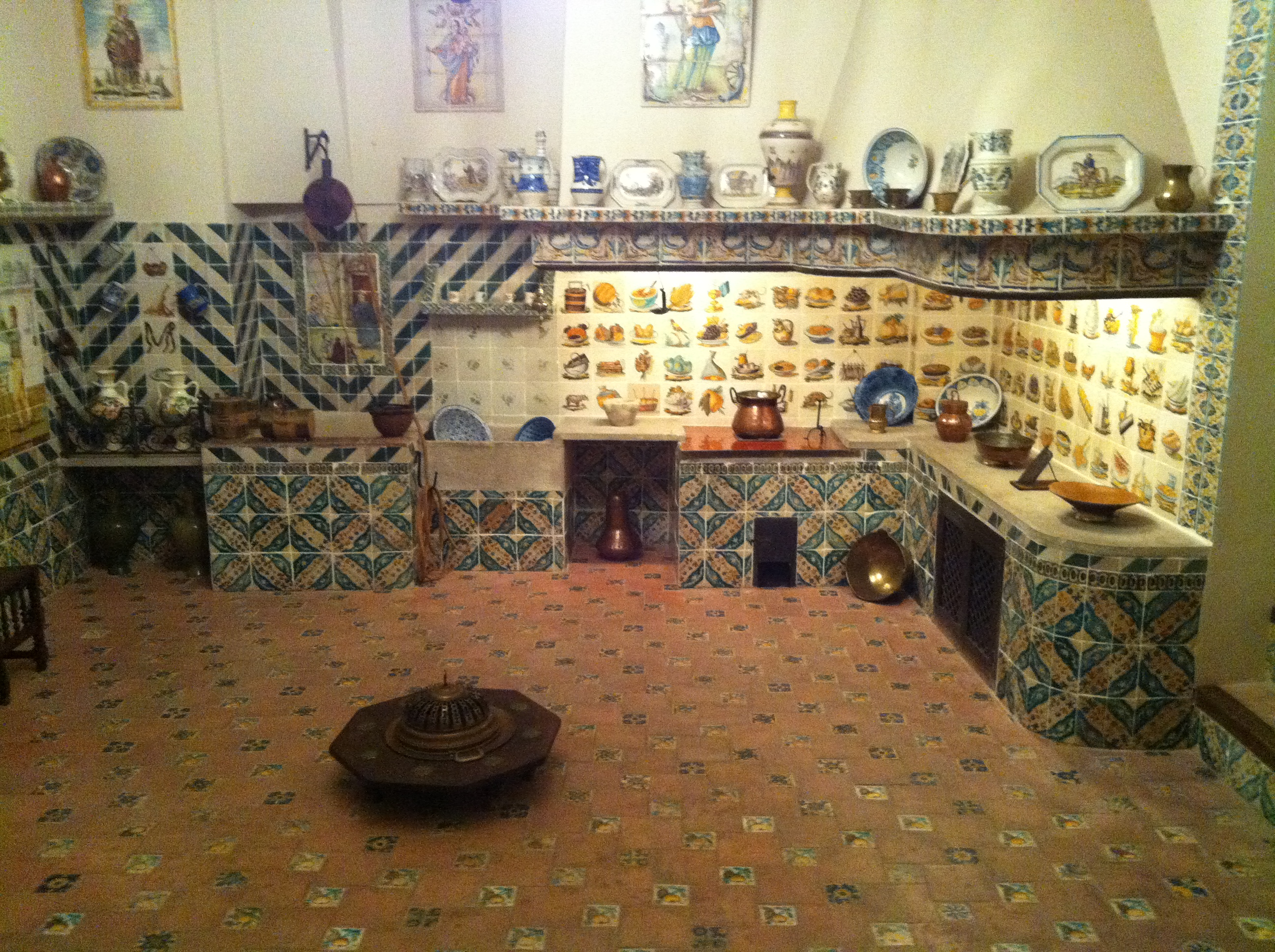
Cocina de un palacio del.

La cocina, como espacio diferenciado, apareció en el siglo V a. C., conservando un marcado carácter religioso: el propio hogar donde eran cocidas todas las viandas era también utilizado como lugar de culto a los dioses lares. Ya en la época romana nos encontramos con cocinas que estaban muy bien equipadas, con lavadero, horno de pan, cisterna, trípodes de bronce, cavidades para picar las especias, etc.

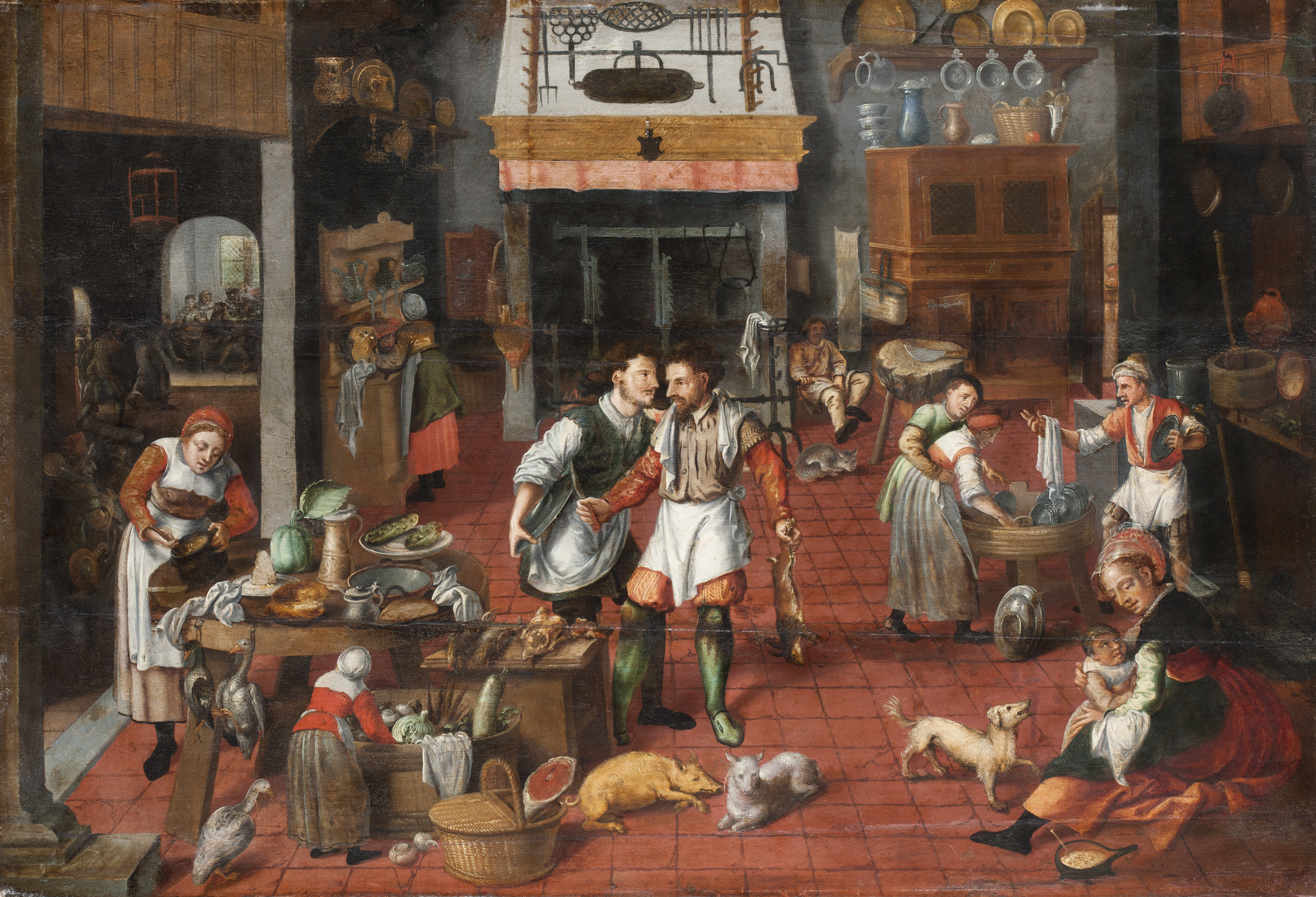
Interior de cocina, entorno 1565

Ya en la Edad Media, las cocinas de los castillos pasaron a ser un lugar importante, la actividad diaria era constante. Eran enormes habitáculos con gigantescas chimeneas, en cada cocina se podía encontrar una o varias de ellas. Estaban divididas en numerosos anexos (panadería, frutería, etc.). En las ciudades, en las casas burguesas y en las granjas más humildes la cocina solía ser una sala que se utilizaba tanto para la recepción de personas, como para la realización de la comida y su posterior consumo. Las casas comunales europeas medievales tempranas tenían un fuego abierto debajo del punto más alto del edificio. El "área de la cocina" estaba entre la entrada y la chimenea. En los hogares ricos, normalmente había más de una cocina. En algunas casas había más de tres cocinas. Las cocinas se dividían en función de los tipos de alimentos que se preparaban en ellas. La cocina podría estar separada del gran salón debido al humo de los fuegos para cocinar y la posibilidad de que los fuegos se salgan de control. Pocas cocinas medievales sobreviven ya que eran "estructuras notoriamente efímeras".
En el Renacimiento se perfeccionan, tanto los equipos, como la decoración. Las cocinas nobles europeas comienzan a ser muy lujosas, se produce la revolución culinaria, el refinamiento y el gusto por lo exquisito también llega a la cocina.

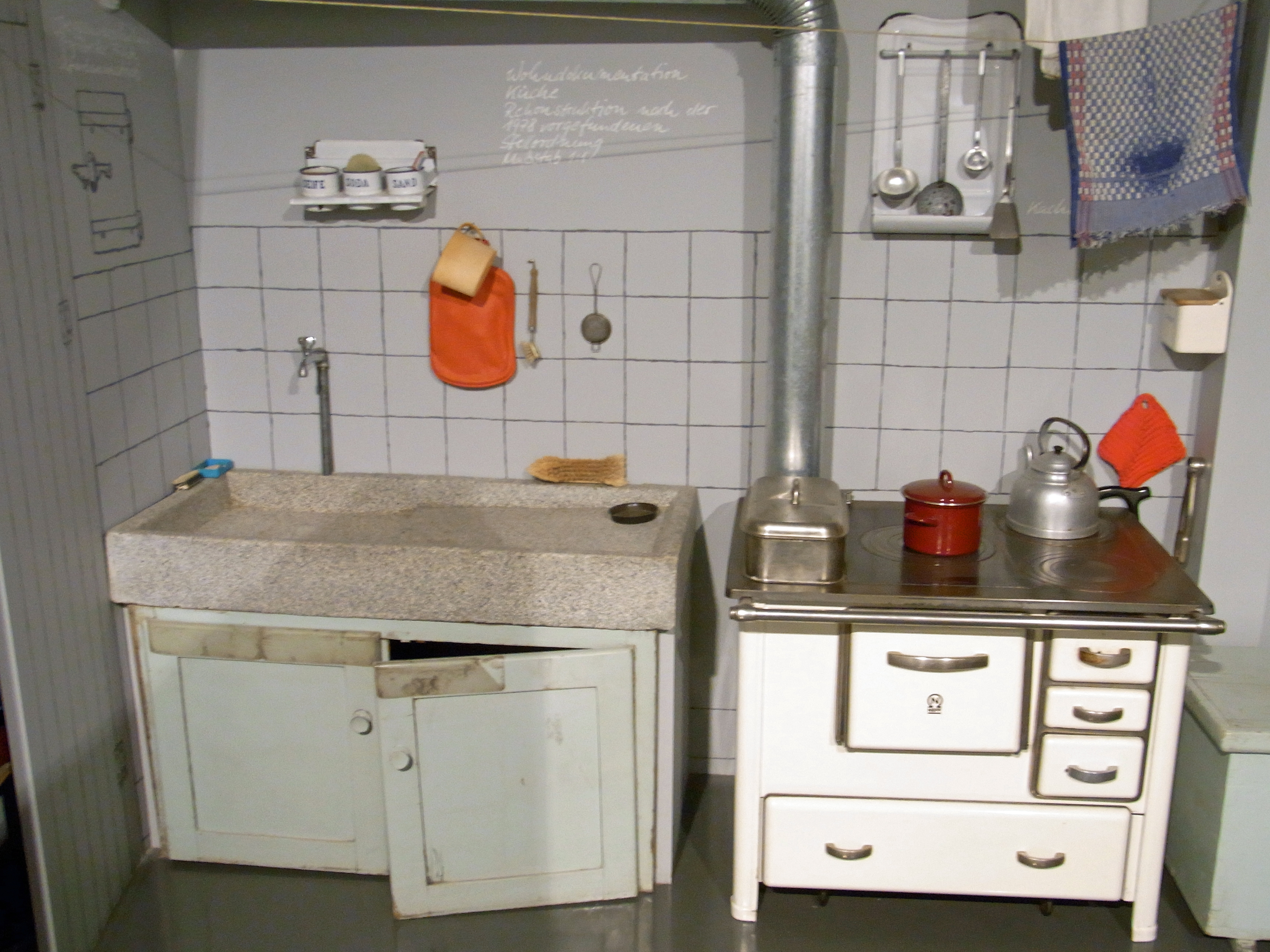
Cocina del

En Connecticut, como en otras colonias de Nueva Inglaterra durante la América colonial, las cocinas a menudo se construían como habitaciones separadas y se ubicaban detrás del salón y el cuarto de servicio o comedor. Un registro temprano de una cocina se encuentra en el inventario de 1648 de la propiedad de John Porter de Windsor, Connecticut. El inventario enumera los bienes en la casa "sobre el kittchin" y "en el kittchin". Los artículos enumerados en la cocina eran: cucharas de plata, peltre, latón, hierro, armas, municiones, cáñamo, lino y "otros implementos sobre el cuarto".
En el siglo XIX los progresos técnicos, como lo fueron la batería de cocina y sobre todo el horno, transformaron las cocinas en lo que los grandes chefs bautizaron como un “laboratorio”. En las casas burguesas era un espacio totalmente separado del resto de la casa y que incluso tenía una puerta de servicio. Se llegó a situar en el sótano o al final de largos pasillos. Los utensilios usados comenzaron a ser muy abundantes: balanzas, escurridores, servicios de cubiertos, baterías, sartenes, tarros de especias, etc. Con la división del trabajo, la cocina es considerada el terreno del ama de casa lo que en Alemania se conoce con el estereotipo de las “tres K” (Kinder: niños, Kirche: iglesia, y Küche:cocina).
Ya en el siglo XX , gracias a los progresos técnicos, los conceptos de decoración y la aparición de los aparatos de refrigeración, se ha ido integrando la cocina en el resto de la casa. Fue a mediados de siglo cuando debido a las limitaciones de espacio comenzaron a aparecer equipamientos más funcionales y comenzó la comercialización de muebles de cocina estándar que permiten disfrutar de cocinas perfectamente equipadas. Un trampolín para la cocina equipada moderna fue la cocina Frankfurt, diseñada por Margarethe Schütte-Lihotzky para proyectos de vivienda social en 1926. Esta cocina medía 3,4 metros, y fue diseñada para optimizar la eficiencia de la cocina y reducir los costos de construcción. El diseño fue el resultado de estudios detallados de tiempo y movimiento y entrevistas con futuros inquilinos para identificar lo que necesitaban de sus cocinas. La cocina equipada de Schütte-Lihotzky se construyó en unos 10 000 apartamentos en proyectos de vivienda erigidos en Frankfurt en la década de 1930.

## Tipos

### La cocina doméstica

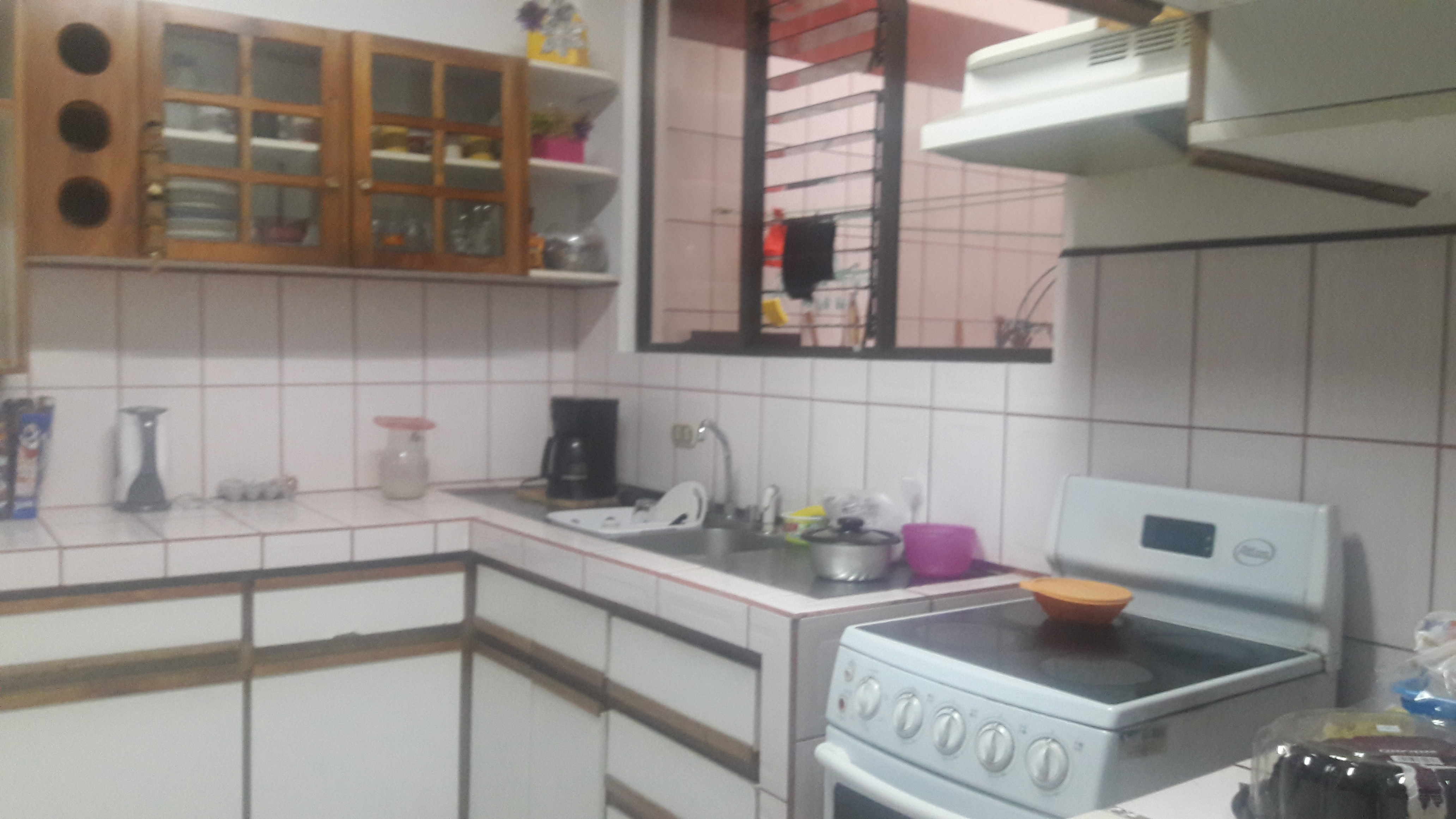
Cocina -Casa de Habitación - San José Costa Rica

En una casa, la cocina es el lugar donde se preparan diversos alimentos. Según la época y la cultura, su tamaño y relevancia son variables, pudiendo ser desde una habitación reducida y separada del resto de la vivienda que solo se emplea para cocinar hasta, por el contrario, ser un espacio amplio que además cumple funciones de reunión e interacción familiar como lugar principal de la casa.

### La cocina industrial

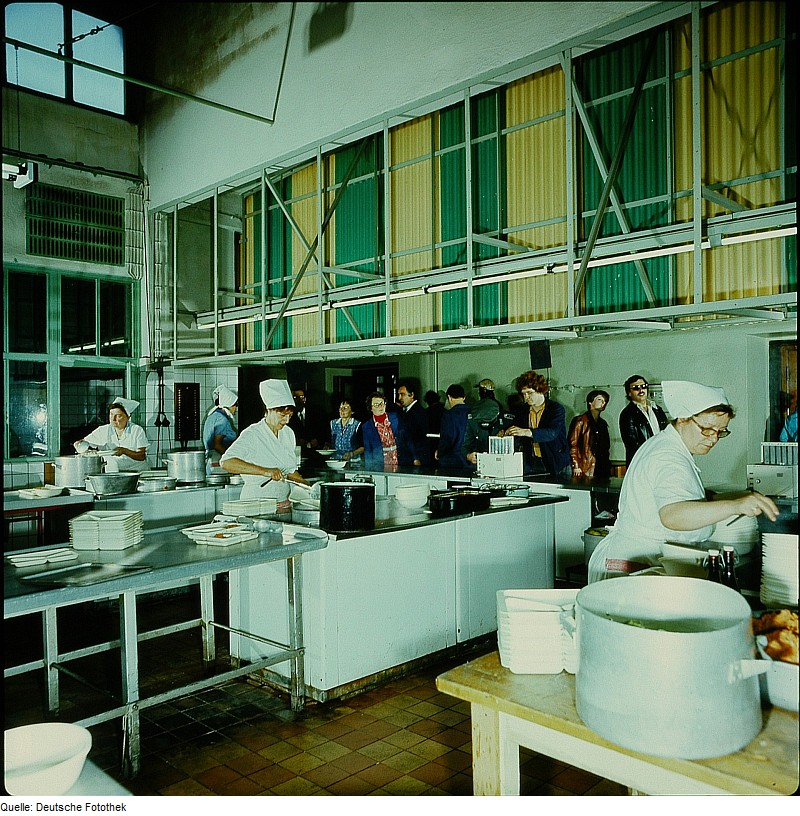
Cocina de una cantina

Se entiende como “cocina industrial” todo establecimiento en el cual se permite preparar los alimentos en cantidad suficiente para muchas personas: restaurantes, cantinas escolares o empresariales, para distribución en grandes cantidades. Conjunto de locales y zonas delimitadas que son necesarias para transformar un plato.
Son cocinas con más grandes y con mucha facilidad de acople a otros equipos industriales. Están echas mayormente de acero inoxidable por las ventajas de este material.
Las obligaciones de higiene y seguridad alimentaria que pesan sobre los industriales han contribuido a que se controle y estudie, para que no haya cruces, las entradas y salidas. Así evitan posibles contaminaciones entre las materias primas que entran, las basuras que salen, los alimentos en curso de preparación y los ya acabados.
El material y el local son especialmente concebidos para simplificar la limpieza y mantenimiento. El acero inoxidable es el material de referencia para los aparatos como lo son los azulejos o revestimientos inalterables del suelo y paredes que permiten tirar directamente un chorro de agua.

### Otros tipos de cocinas

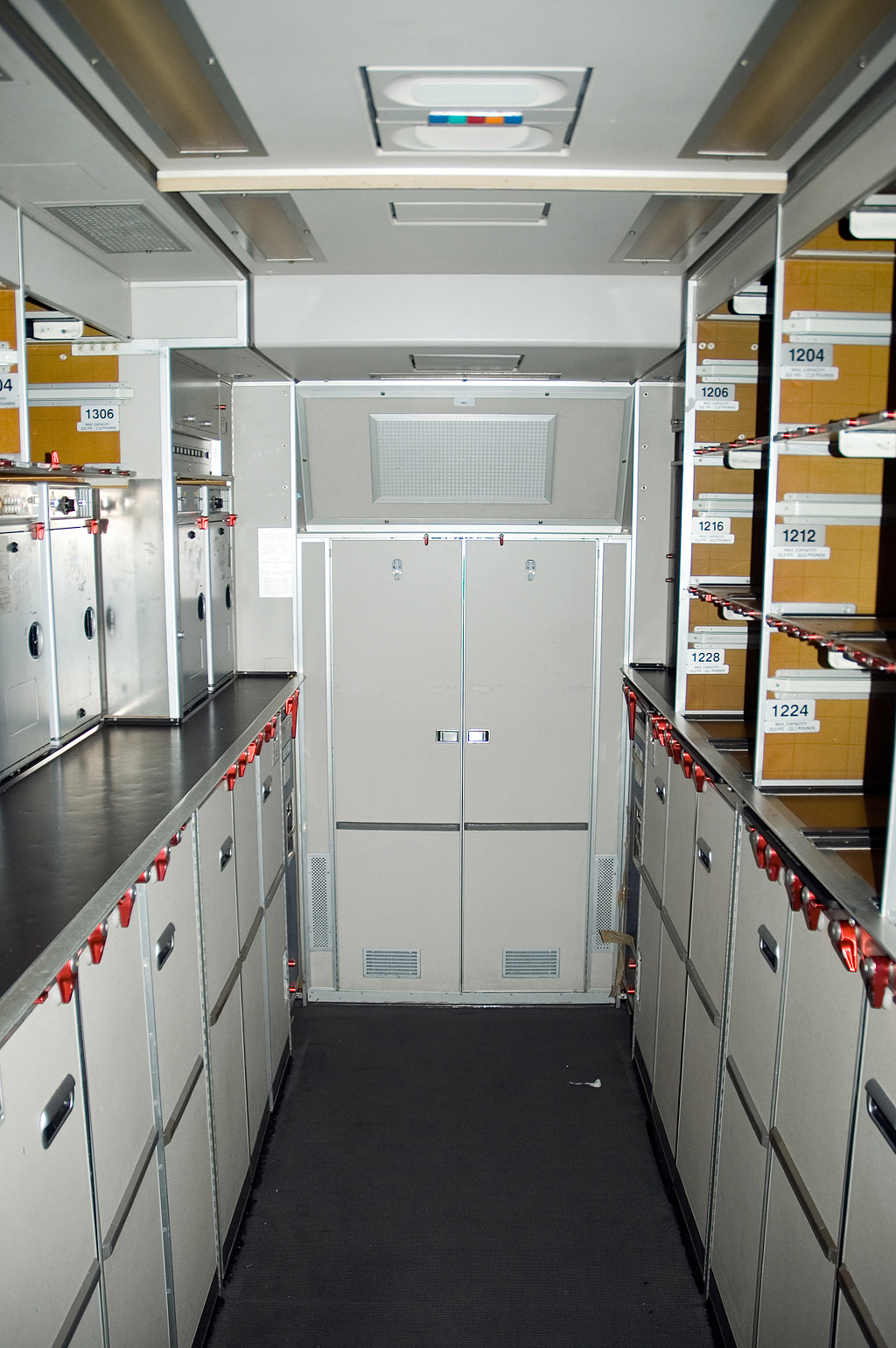
Cocina de avión

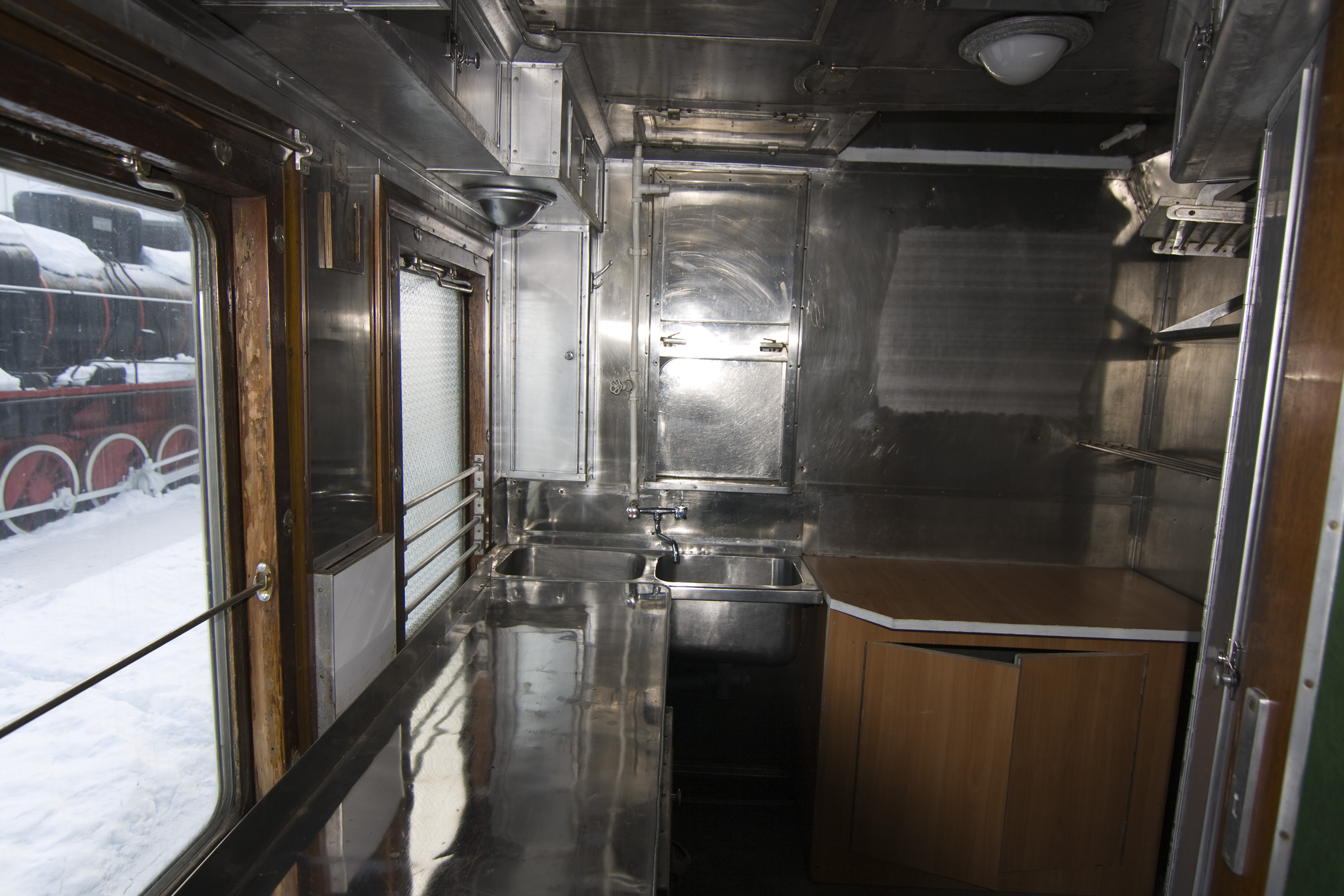
Cocina de tren

Las cocinas industriales eran a menudo los lugares donde primero se utilizó la nueva tecnología. Por ejemplo, la "estufa de ahorro de energía" de Benjamin Thompson, una estufa de hierro totalmente cerrada del siglo XIX, que utilizaba un fuego para calentar varias ollas, fue diseñada para grandes cocinas; otros treinta años pasaron antes de que fueran adaptados para uso doméstico.
A partir de 2017, las cocinas de restaurantes occidentales típicamente tienen paredes y pisos de azulejos y usan acero inoxidable para otras superficies (bancos de trabajo, frentes de puertas y cajones) porque estos materiales son duraderos y fáciles de limpiar. Las cocinas profesionales a menudo están equipadas con estufas de gas, ya que permiten a los cocineros regular el calor más rápidamente y más finamente que las estufas eléctricas. Algunos electrodomésticos especiales son típicos de las cocinas profesionales, tales como freidoras grandes, vapores, o un baño maría.

#### En medios de transporte
Las cocinas de los vagones de tren presentan desafíos especiales: el espacio es limitado y, sin embargo, el personal debe ser capaz de servir un gran número de comidas rápidamente. Especialmente en la historia temprana de los ferrocarriles esto requirió la organización perfecta de procesos; en los tiempos modernos, el horno de microondas y comidas preparadas han hecho esta tarea mucho más fácil. Cocinas a bordo de barcos, aviones y, a veces, vagones de ferrocarril se conocen a menudo como galeras. En los yates, las galeras a menudo son estrechas, con uno o dos quemadores alimentados por una botella de gas LP, pero las cocinas en los cruceros o grandes buques de guerra son comparables en todos los aspectos con los restaurantes o las cocinas de la cantina.
En los aviones de pasajeros, la cocina se reduce a una simple despensa, la única función que recuerda a una cocina es el calentamiento de las comidas durante el vuelo entregadas por una empresa de cáterin. Una forma extrema de la cocina se produce en el espacio, por ejemplo, a bordo de un transbordador espacial o la Estación Espacial Internacional. Los alimentos de los astronautas generalmente están completamente preparados, deshidratados y sellados en bolsas de plástico, y la cocina se reduce a un módulo de rehidratación y calentamiento.[cita requerida]

#### En espacios abiertos
Las áreas al aire libre en las que se preparan los alimentos generalmente no se consideran cocinas, a pesar de que una zona al aire libre condicionada para la preparación regular de alimentos, por ejemplo cuando se acampa, se podría llamar una "cocina al aire libre". Una cocina al aire libre en un camping podría estar cerca de un pozo, bomba de agua, o grifo de agua, y podría proporcionar tablas para la preparación de alimentos y cocinar. Algunas áreas de la cocina del camping tienen un tanque grande del propano conectado con los quemadores, de modo que los campistas puedan cocinar sus comidas. Los campamentos militares y asentamientos temporales similares de los nómadas pueden tener tiendas de cocina dedicadas, que tienen un respiradero para permitir que el humo de cocina escape.

## Materiales
La cocina de Frankfurt de 1926 se fabricó con varios materiales según su uso. Las modernas cocinas empotradas de hoy utilizan aglomerados o MDF, decoradas con una variedad de materiales y acabados incluyen chapas de madera, laca, vidrio, melamina, laminado, cerámica y brillo ecológico. Muy pocos fabricantes producen cocinas empotradas para el hogar de acero inoxidable. Hasta la década de 1950, los arquitectos utilizaban cocinas de acero, pero este material fue desplazado por los paneles de partículas más baratos, a veces decorados con una superficie de acero.

## Por región

### China

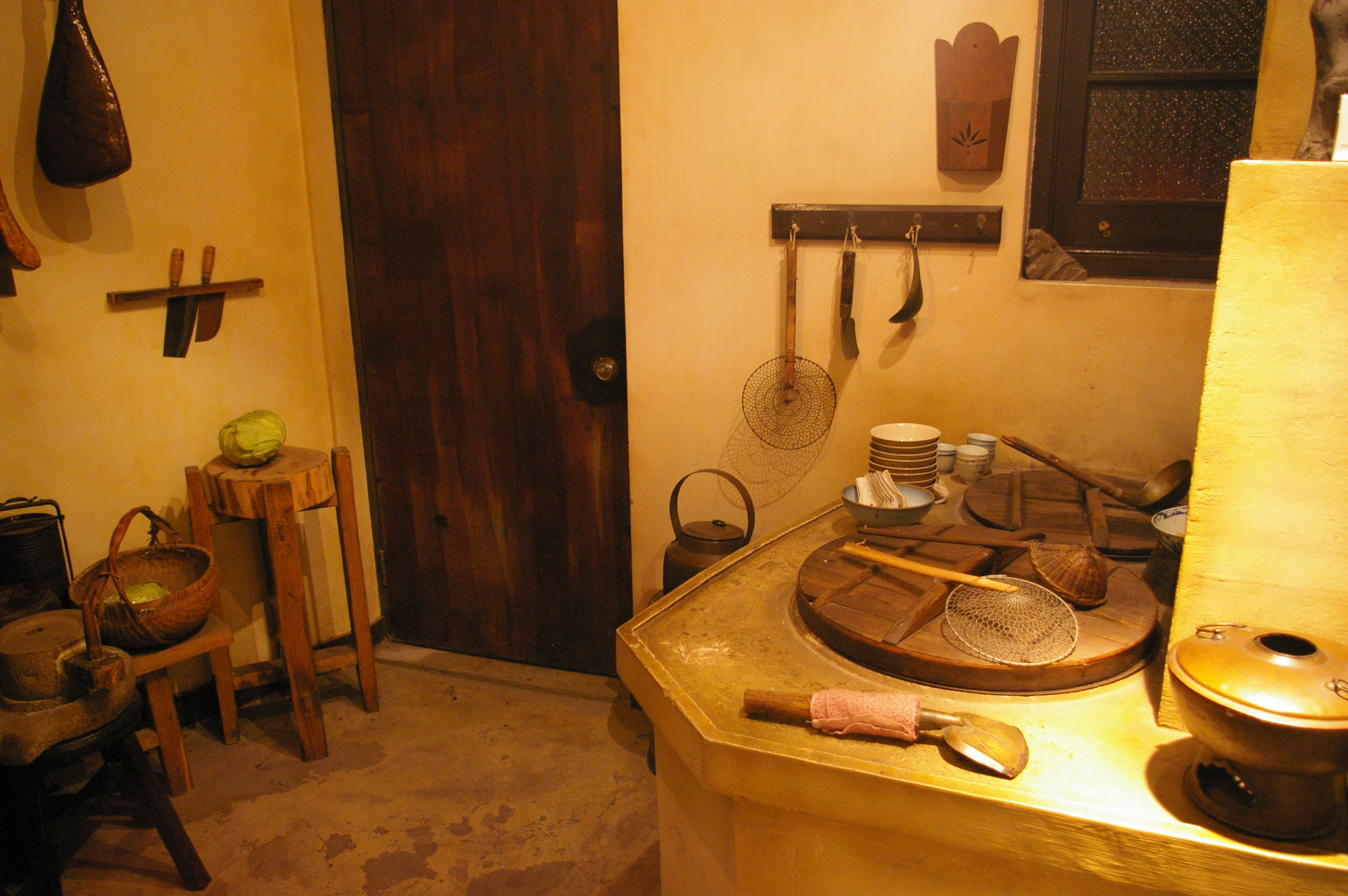
Una cocina tradicional de estilo de Shanghái llamada shikumen de la década de 1920, Shikumen Open House Museum

Las cocinas en China se llaman chúfáng(厨房). Hace más de 3000 años, los antiguos chinos usaban el ding para cocinar alimentos. El ding se convirtió en el wok y la olla que se usa hoy. En la tradición espiritual china, un Dios de la cocina vigila la cocina de la familia e informa anualmente al Emperador de Jade sobre el comportamiento de la familia. En la víspera del Año Nuevo chino, las familias se reunían para rezar para que el dios de la cocina diera un buen informe al cielo y le deseaban traer buenas noticias el quinto día del Año Nuevo.
El equipo de cocina más común en las cocinas familiares chinas y en las cocinas de los restaurantes son los woks, las cestas para vapor y las ollas. El combustible o recurso de calefacción también era una técnica importante para practicar las habilidades culinarias. Tradicionalmente, los chinos usaban madera o paja como combustible para cocinar los alimentos. Un chef chino tuvo que dominar las llamas y la radiación de calor para preparar recetas tradicionales de forma fiable. La cocina china emplea una olla o un wok para freír, saltear o hervir.

### Japón

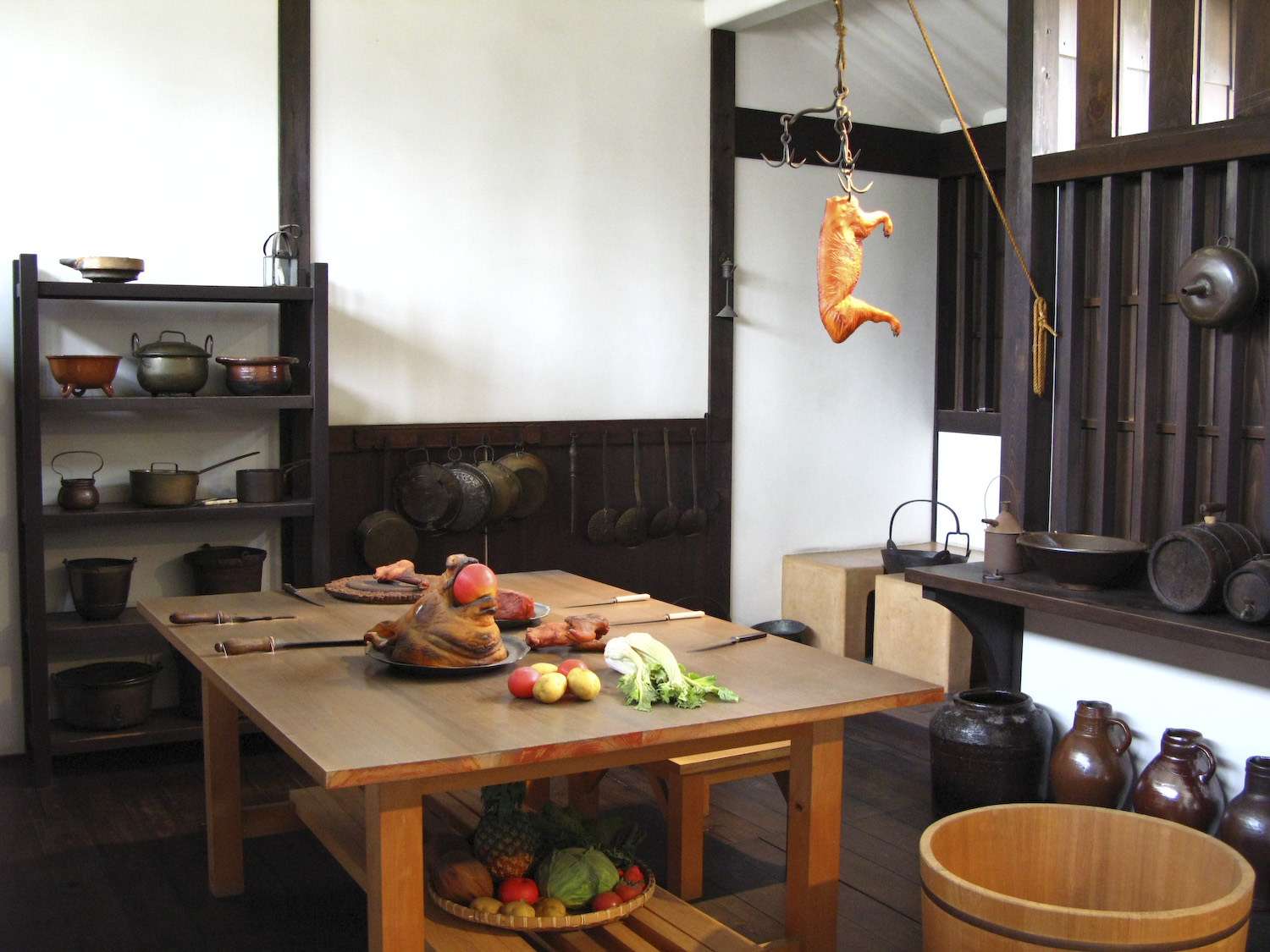
Reconstrucción de una cocina japonesa de 1832 en Dejima, Nagasaki, Japón.

Las cocinas en Japón se llaman Daidokoro (台所; lit. "cocina"). Daidokoro es el lugar donde se prepara la comida en una casa japonesa. Hasta la era Meiji, una cocina también se llamaba kamado (かまど; lit. estufa) y hay muchos dichos en el idioma japonés que involucran el kamado ya que se consideraba el símbolo de una casa y el término podría incluso usarse para significar "familia" o "hogar". Al separar una familia, se llamaba Kamado wo wakeru, que significa "dividir la estufa". Kamado wo yaburu (lit. "romper la estufa") significa que la familia estaba en bancarrota.

### India

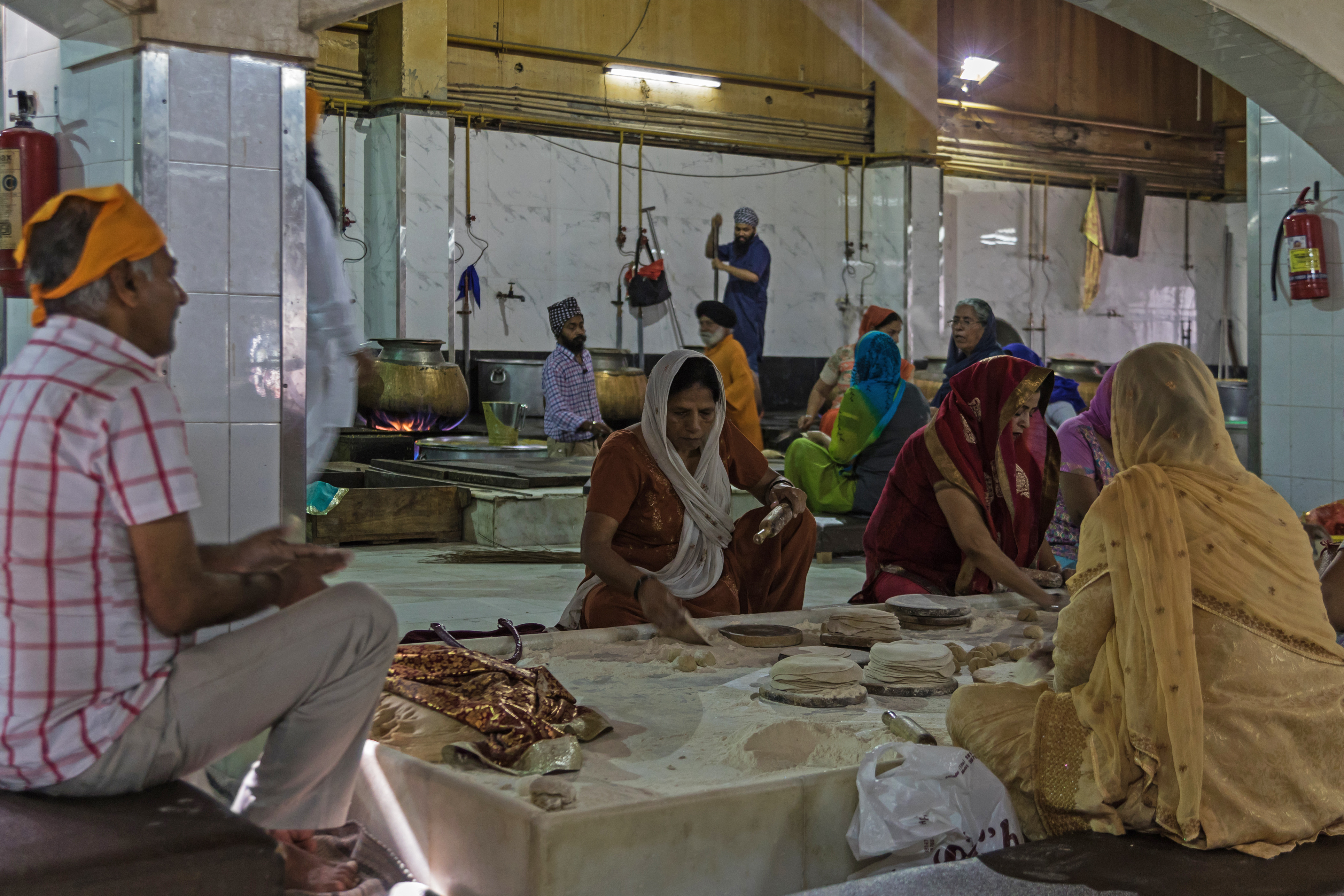
Preparación de pan en la cocina de Gurudwara Bangla Sahib en Nueva Delhi, India

En la India, una cocina se llama "Rasoi" (en hindi\sánscrito) o un "Swayampak ghar" en marathi, y existen muchos otros nombres en los diversos idiomas regionales. Existen muchos métodos diferentes de cocinar en todo el país, y la estructura y los materiales utilizados en la construcción de cocinas han variado según la región. Por ejemplo, en el norte y centro de la India, la cocción se realizaba en hornos de barro llamados "chulha" (también chullha o chullah), de leña, carbón o estiércol seco de vaca. En los hogares donde los miembros practicaban el vegetarianismo, se mantuvieron cocinas separadas para cocinar y almacenar alimentos vegetarianos y no vegetarianos. Las familias religiosas a menudo tratan la cocina como un espacio sagrado. Las cocinas indias se basan en una ciencia arquitectónica india llamada vastushastra. El vastu de la cocina india es de suma importancia al diseñar cocinas en la India. Los arquitectos modernos también siguen las normas de vastushastra al diseñar cocinas indias en todo el mundo.
Si bien muchas cocinas pertenecientes a familias pobres continúan utilizando estufas de barro y las formas más antiguas de combustible, las clases media y alta urbanas suelen tener estufas de gas con cilindros o tuberías de gas conectadas. Las estufas eléctricas son más raras ya que consumen una gran cantidad de electricidad, pero los hornos de microondas están ganando popularidad en los hogares urbanos y las empresas comerciales. Las cocinas indias también se sustentan con biogás y energía solar como combustible. La cocina a energía solar más grande del mundo